# Сара Джезебель Дэва
Сара Джейн Ферридж (родилась 25 февраля, 1977 года в Форест Гейт, Ист Лондон, Англия) — вокалистка, известная по сценическому имени Sarah Jezebel Deva, бывшая вокалистка Therion, Mortiis, бэк-вокалистка Cradle of Filth, а также вокалистка и автор лирики в своей собственной группе Angtoria.

## Дискография

### Covenant(Nor)
- 1998 — Nexus Polaris

### Mortiis
- 1999 — The Stargate

### The Kovenant
- 1999 — Animatronic

### Therion
- 1998 — Vovin
- 1999 — Crowning of Atlantis
- 2002 — Live in Midgård
- 2006 — Celebrators of Becoming

### Cradle of Filth
- 1996 — Vempire or Dark Faerytales in Phallustein (мини-альбом)
- 1996 — Dusk..... and her embrace
- 1998 — Cruelty And The Beast
- 1999 — From the Cradle to Enslave (мини-альбом)
- 2000 — Midian
- 2000 — Her Ghost In The Fog (мини-альбом)
- 2002 — Live Bait for the Dead (концертный)
- 2003 — Damnation and A Day
- 2004 — Nymphetamine
- 2005 — Peace Through Superior Firepower
- 2006 — Thornography
- 2008 — Godspeed On The Devil's Thunder
- 2012 — Midnight In The Labyrinth (оркестровый альбом)

### Angtoria
- 2006 — God Has a Plan for Us All

### Sarah Jezebel Deva
- 2010 — A Sign Of Sublime
- 2011 −- The Corruption of Mercy
- 2012 --- Malediction (EP)